# Kally's Mashup
Kally's Mashup è una serie televisiva commedia musicale argentina creata da Adam Anders e Anthony Falcón.

## La serie
È una coproduzione con Nickelodeon Latin America, Anders Media, 360 Powwow e Telefe. La serie è basata sulla vita e sulla carriera musicale di Anders e presenta un cast argentino e messicano. È stato presentato in anteprima il 23 ottobre 2017 su Nickelodeon e ha avuto un'anteprima digitale il 20 ottobre 2017.
La serie vede come protagonisti Maia Reficco e Alex Hoyer che debuttano come attori. E antagonizzato da Sara Cobo e Lalo Brito.
È stato trasmesso in Italia dal canale DeaKids dal 4 giugno 2018 al 18 novembre 2018 e anche da Super! dall'11 febbraio 2019 al 25 settembre 2019.
Dalla sua prima nell'ottobre 2017, la serie ha generato un pubblico di oltre 16 milioni di persone in America Latina, diventando uno dei programmi più visti sul canale e il numero #1 sull'applicazione Nickelodeon dal suo lancio. La prima stagione è stata divisa in due parti, la prima di 30 episodi e la seconda di 45 episodi, per un totale di 75 episodi.
Grazie al suo successo e all'accettazione dei fan, nel maggio 2018 Nickelodeon ha confermato una seconda stagione per la serie, che è stata presentata in anteprima il 22 ottobre 2018 in Brasile e il 18 febbraio 2019 nel resto dell'America Latina.
Nel 2021, dopo 2 anni della sua ultima stagione, ViacomCBS International Studios ha annunciato durante l'evento Virtual NATPE Miami un film televisivo della serie, intitolato "Kally's Mashup ¡Un cumpleaños muy Kally!" (Un compleanno molto Kally!) (2021).
Il 1 giugno 2021, la serie è stata trasmessa in anteprima su Canal Panda in Spagna, terminando la trasmissione di entrambe le stagioni il 10 dicembre 2021.
Il 5 settembre 2022 la serie è stata trasmessa nuovamente su Super!, terminando la prima stagione il 16 dicembre 2022.

## Trama

### Prima stagione
La vita di Kally cambia completamente quando deve lasciare la sua città per trasferirsi da suo padre Mike e suo zio Charlie, per studiare pianoforte al Conservatorio Allegro, dove incontrerà nuovi amici ma si farà anche dei nemici.
Kally è alla ricerca della sua vera voce, della sua identità, divisa tra il piano classico, che suona fin da piccola, e la musica pop. Dalla commistione tra questi due generi nascerà la sua musica, che condividerà sotto il nickname di mica635. Intanto i DAK (Dante, Alex e Kevin), il gruppo musicale del fratello di Tina, stanno cercando una manager, ma l'unica candidata è Lisa, una ragazza all'apparenza gentile ma in realtà egocentrica e ogni giorno sempre più innamorata di Dante. Dopo qualche giorno Lisa e Dante si mettono insieme, ma la loro relazione sarà breve. Quasi dopo tre mesi all'Allegro arriva un nuovo ragazzo, Pablo, che si innamora di Kally anche se non corrisposto. Dopo qualche giorno anche Pablo parte con il padre e grazie al commento sotto un video in cui Kally suona il piano, il direttore decide di premiarla a dispetto di Gloria. Infatti alla conferenza stampa di Kally, Gloria cerca di sabotare Kally e di escogitare un piano per separare Lucy e Andy e conquistare quest'ultimo. Intanto, Tina e Kally si preparano a girare il nuovo video di mica635, ma non sanno che Lisa, dopo che Dante ha baciato la ragazza vestita da unicorno alla festa di Camilla, ha ingaggiato un esperto di informatica il quale non appena mica635 avrebbe postato un video sarebbe stato in grado di rintracciarla. Ma le due ragazze riescono comunque a cavarsela.
Con il passare del tempo Dante capisce di essere innamorato di Kally e i due si fidanzano. Ma alla fine Dante decide di chiudere la loro relazione, quando scopre che Kally gli ha sempre tenuto nascosto di essere è mica635. Verso la fine della prima stagione Dante e Kally si rimettono insieme e durante l'ultima prova del premio rivelazione Kally svela a tutti di essere mica635, cantando la sua prima canzone, Key of Life.

### Seconda stagione
Dopo che Kally ha rivelato durante il Premio Rivelazione di essere @mica635, i giudici devono decidere il vincitore. Dopo la vincita di Kally, Watemberg decide di aprire il Conservatorio Allegro non più solo alla musica classica, ma anche alla musica contemporanea. Intanto la professoressa Abrankausen diventa la direttrice dell'Allegro, il professor Skyler direttore di classica e Serafín Skyler direttore di contemporanea. In tanti decidono di competere alla Chiave di Sol di musica Contemporanea, dove la sfida è contro il conservatorio Evolution. Arrivano inoltre dei nuovi studenti tra cui Cindy, cugina di Gloria, ma anche Marco, che è uno studente dell'Evolution infiltrato all'Allegro su ordine del direttore Rupert. Formato il gruppo di contemporanea (Stefy, Andy, Kally, Cindy, Marco, Mara e Lucy, ritornata da Vienna) si tiene un'audizione per decidere chi guiderà il gruppo di contemporanea, vinta da Kally.
Nella prima sfida della Chiave di Sol vince l'Evolution e Watemberg prende la decisione di chiudere l'Allegro, ma Kally e i suoi amici riescono a convincerlo a non farlo.
Durante l'anniversario di Dante e Kally, i due si lasciano. Dopo un po' di tempo, i DAK vanno in tournée e Dante incontra una fan con cui si stava messaggiando.
Intanto all'Allegro c'è la seconda prova della chiave di sol contemporanea e Kally e i suoi amici riescono a vincere.
Dopo la tournée dei DAK, Dante comincia a chattare con Kally con lo pseudonimo "Aviatore", anche se la ragazza scoprirà poi la verità.
All'Allegro intanto Gloria e Andy si mettono insieme, così come Stefi ed Evaristo. Alla terza e ultima prova della Chiave di Sol Contemporanea vince l'Allegro.
Intanto i DAK dovranno esibirsi al grande auditorium e Dante cerca di convincere Kally a partecipare, ma lei inizialmente rifiuta. Alla fine cambierà però idea, rimettendosi con Dante alla fine del concerto, baciandosi.

### Kally's Mashup ¡Un cumpleaños muy Kally!
Kally, durante un viaggio in Colombia, pochi giorni prima del suo compleanno, incontra un'icona pop del momento, Storm, ed entrambi si innamorano. Dante, l'amore di Kally, e i suoi amici faranno di tutto per non perderla... e lei sarà disposta a scegliere che farne della sua carriera e del suo cuore.

## Episodi
La prima stagione di Kally's Mashup è andata in onda in America Latina su Nickelodeon dal 23 ottobre 2017 al 4 maggio 2018, la seconda dal 18 febbraio al 19 aprile 2019, la terza verrà trasmessa nel 2022. La seconda stagione era già stata trasmessa in Brasile su Nickelodeon dal 5 marzo al 15 giugno 2018.
In Italia, la prima stagione è stata trasmessa su DeA Kids dal 4 giugno al 18 novembre 2018, la seconda dal 25 febbraio al 5 luglio 2019.
Nel 2021, dopo 2 anni dalla sua ultima stagione, ViacomCBS International Studios ha annunciato durante l'evento Virtual NATPE Miami un film televisivo della serie, intitolato Kally's Mashup ¡Un cumpleaños muy Kally!
| Stagione                                 | Episodi                                  | Prima TV originale | Prima TV Italia  |
| ---------------------------------------- | ---------------------------------------- | ------------------ | ---------------- |
| Prima stagione                           | 75                                       | 2017-2018          | 2018             |
| Seconda stagione                         | 45                                       | 2019               | 2019             |
| Kally's Mashup ¡Un cumpleaños muy Kally! | Kally's Mashup ¡Un cumpleaños muy Kally! | 2021               | senza previsione |

### Speciali
| Titolo                       | Prima TV originale | Prima TV Italia  |
| ---------------------------- | ------------------ | ---------------- |
| Kally's Mashup: Playlist     | 8 dicembre 2017    | 10 novembre 2018 |
| Kally's Mashup: Playlist 2.0 | 4 maggio 2018      | 11 novembre 2018 |
| Kally's Mashup: Playlist 3.0 | 4 aprile 2019      | 14 giugno 2019   |
| Kally's Mashup En Concierto  | 20 aprile 2019     | 5 luglio 2019    |

## Produzione

### Ispirazione
Anders è stato ispirato dalle esperienze dello stesso, che è andato in tournée internazionale con i suoi fratelli sin da giovanissimo e ha anche studiato musica in un'università nello stato americano della Florida mentre era al liceo, prima di passare al compito di produttore per altri artisti.

### Sviluppo
Il 17 maggio 2017, Tatiana Rodríguez (SVP Brand Head, Kids & Family Group di Nickelodeon Latin America) ha annunciato che il produttore esecutivo musicale Adam Anders e 360 Powwow hanno concordato con Nickelodeon Latin America e Telefe di creare una serie musicale intitolata Kally's MashUp basata sul La vita di Adam Anders. La serie arà composta da 60 episodi di un'ora, successivamente 75 grazie agli alti ascolti, presentati in anteprima su Nickelodeon in America Latina e in seguito su Telefe, che avrà anche diritti di distribuzione in America Latina. Il 27 maggio 2020 la telenovela è stata ufficialmente rinnovata per la terza stagione. La conferma ufficiale è arrivata attraverso una dichiarazione di Adrian Santucho, uno dei registi di 360 Powwow in un'intervista al sito web latino di Todo TV News. Nonostante la conferma ufficiale, la terza stagione di Kallys Mashup non ha ancora una data di uscita ufficiale, principalmente perché non è stata ancora registrata.Poi però a ben due anni di distanza (2023 quasi) non è mai stata fatta una terza stagione benzì un film da 1 ora e 50 minuti

### Riprese
Le riprese sono iniziate nell'agosto 2017 presso gli studi Telefe di Buenos Aires, acquisiti da Viacom International Media Networks nel novembre 2016. E grazie al suo successo, le riprese per la seconda stagione sono iniziate a maggio 2018.

## Distribuzione

### Prima stagione
| Paese | Rete televisiva              | Inizio            | Fine              | Titolo                            |
| --- | ---------------------------- | ----------------- | ----------------- | --------------------------------- |
| Argentina Bolivia Cile Colombia Costa Rica Cuba Ecuador El Salvador Guatemala Honduras Messico Nicaragua Panama Paraguay Perù Rep. Dominicana Uruguay Venezuela | Nickelodeon (America Latina) | 23 ottobre 2017   | 4 maggio 2018     | Kally's Mashup                    |
| Brasile | Nickelodeon (Brasile)        | 5 marzo 2018      | 15 giugno 2018    | Kally's Mashup                    |
| Portogallo | Biggs                        | 12 novembre 2018  | 22 febbraio 2019  | Kally's Mashup                    |
| Israele | TeenNick (Israele)           | 29 agosto 2018    | 28 febbraio 2019  | קאלי'ז מאש אפ                     |
| Angola Mozambico Sudafrica | DStv Kids                    | 5 novembre 2018   | 31 marzo 2019     | Kally's Mashup                    |
| Francia | Gulli                        | 27 agosto 2018    | 25 settembre 2019 | Kally's Mashup, la voix de la pop |
| Italia | Dea Kids                     | 4 giugno 2018     | 18 novembre 2018  | Kally's Mashup                    |
| Italia | Super!                       | 11 febbraio 2019  | 25 settembre 2019 | Kally's Mashup                    |
| Russia | Gulli Girl                   | 1º settembre 2018 | 2019              | Kally's Mashup                    |
| Argentina | Telefe                       | 28 ottobre 2017   | Estate 2018       | Kally's Mashup                    |

### Seconda stagione
| Paese | Rete televisiva              | Inizio            | Fine             | Titolo                            |
| --- | ---------------------------- | ----------------- | ---------------- | --------------------------------- |
| Argentina Bolivia Cile Costa Rica Cuba Ecuador El Salvador Guatemala Honduras Nicaragua Messico Panama Paraguay Perù Rep. Dominicana Uruguay Venezuela | Nickelodeon (America Latina) | 18 febbraio 2019  | 19 febbraio 2019 | Kally's Mashup                    |
| Brasile | Nickelodeon (Brasile)        | 22 ottobre 2018   | 21 dicembre 2018 | Kally's Mashup                    |
| Portogallo | Biggs                        | 10 giugno 2019    | 9 agosto 2019    | Kally's Mashup                    |
| Israele | TeenNick (Israele)           | 4 aprile 2019     | 16 giugno 2019   | קאלי'ז מאש אפ                     |
| Angola Mozambico Sudafrica | DStv Kids                    | 1º aprile 2019    | 22 maggio 2019   | Kally's Mashup                    |
| Francia | Gulli                        | 26 settembre 2019 | 12 dicembre 2019 | Kally's Mashup, la voix de la pop |
| Italia | Dea Kids                     | 25 febbraio 2019  | 5 luglio 2019    | Kally's Mashup                    |
| Italia | Super!                       | 18 novembre 2019  | 18 marzo 2020    | Kally's Mashup                    |
| Russia | Gulli Girl                   | 2019              | 2019             | Kally's Mashup                    |
| Argentina | Telefe                       | 2019              | 2019             | Kally's Mashup                    |

## Personaggi
| Maia Reficco             | Kally Ponce / Mica635            | Principale                       | Principale                | Principale |            |            |
| Alex Hoyer               | Dante Barkin                     | Principale                       | Principale                | Principale |            |            |
| Sara Cobo                | Gloria Skyler                    | Antagonista Principale           | Antagonista Riformata     |            |            |            |
| Lalo Brito               | Andrés "Andy" Guiderman          | Principale                       | Principale                |            |            |            |
| Saraí Meza               | Tina Barkin                      | Principale                       | Principale                | Principale |            |            |
| Tupac Larriera           | Álex                             | Principale                       | Principale                |            |            |            |
| Tom CL                   | Kevin                            | Principale                       | Principale                | Principale |            |            |
| Daniela Flombaum         | Lucía "Lucy" Magliano            | Principale                       | Principale                |            |            |            |
| Camila Mateos            | Nicole                           | Principale                       | Menzionata                |            |            |            |
| José Giménez Zapiola     | Tomás “Tommy” Greco              | Principale                       | Ricorrente                |            |            |            |
| Celeste Sanazi           | Stefanía “Stefi” Loretto         | Principale                       | Principale                | Principale |            |            |
| Milagros Masini          | Olivia Grimaldi                  | Principale                       | Ricorrente                |            |            |            |
| Fernanda Serrano Coto    | Lisa Barnes                      | Antagonista Secondaria           |                           |            |            |            |
| Juan Cruz Cancheff       | Evaristo                         | Ricorrente                       | Principale                |            |            |            |
| Josefina Willa           | Laia Meyer                       |                                  | Antagonista Principale    |            |            |            |
| Ana Julia Angilello      | Cindy Skyler                     |                                  | Antagonista Secondaria    |            |            |            |
| Zhongbo Li               | Marco Li                         |                                  | Antagonista Riformato     |            |            |            |
| Josefina Scaglione       | Professoressa Diana Abrankhausen | Ricorrente                       | Ricorrente                |            |            |            |
| Marita Ballesteros       | Rosalìa                          | Ricorrente                       | Cameo                     |            |            |            |
| Mariano Chiesa           | Mike Ponce                       | Ricorrente                       | Ricorrente                |            |            |            |
| Betina O'Connell         | Carmen Ponce                     | Ricorrente                       | Ricorrente                |            |            |            |
| Miguel Belaustegui       | Ruffo Meyer                      |                                  | Ricorrente                |            |            |            |
| Mariano Zabalza          | Pablo Van Brinkhen               | Secondario                       | Ricorrente                |            |            |            |
| Jackie Castañeda         | Caterina                         | Ricorrente                       | Ricorrente                |            |            |            |
| Emiliano Dionisi         | Carlos "Charly" Ponce            | Ricorrente                       | Ricorrente                |            |            |            |
| Daniel Campomenosi       | Direttore dell'Allegro           | Ricorrente                       | Cameo                     |            |            |            |
| Sebastián Holz           | Profesor. Norman Skyler          | Antagonista Ricorrente           | Antagonista Riformato     |            |            |            |
| Leo Trento               | Serafin Skyler                   | Secondario                       | Ricorrente                |            |            |            |
| Francisco Donovan        | Felix                            | Ricorrente                       |                           |            |            |            |
| Melody Balgun            | Rori Meyer                       |                                  | Ricorrente                |            |            |            |
| Thelma Fardin            | Mara                             |                                  | Ricorrente                |            |            |            |
| Tomas Blanco             | Bruno                            |                                  | Antagonista Ricorrente    |            |            |            |
| Sofía Maquieira          | Emma                             |                                  | Antagonista Ricorrente    |            |            |            |
| Gina Machta              | Flora                            |                                  | Ricorrente                |            |            |            |
| Javier Gómez             | Direttore Watemberg              |                                  | Ricorrente                |            |            |            |
| Melisa Garat             | Professoressa Julia Ferro        |                                  | Ricorrente                |            |            |            |
| Germán Tripel            | Direttore Ruppert                |                                  | Antagonista Ricorrente    |            |            |            |
| Maxi Espindola           | Nando                            | Antagonista Secondario           |                           |            |            |            |
| Sofía Morandi            | Micaela Taribson                 | Antagonista Riformata Secondaria | Menzionata Indirettamente |            |            |            |
| Carola Arbos             | Jessi Bernes                     | Ricorrente                       | Menzionata                |            |            |            |
| Juana Barros             | Camila                           | Ricorrente                       | Menzionata                |            |            |            |
| Johann Vera              | Storm                            |                                  |                           | Principale | Principale | Principale |
| Carolina Ribón           | Lisa (manager di Storm)          |                                  |                           | Ricorrente |            |            |
| Danielle Arciniegas      | Wintir                           |                                  |                           | Ricorrente |            |            |
| Guest Star               |                                  |                                  |                           |            |            |            |
| Axel                     | Axel                             | Cameo                            |                           |            |            |            |
| Adexe e Nauzet Gutiérrez |                                  | Cameo                            |                           |            |            |            |
| Alejo Igoa               | Intervistatore                   | Cameo                            |                           |            |            |            |
| Piso 21                  |                                  | Cameo                            |                           |            |            |            |
| Kevsho                   | Teo                              | Cameo                            |                           |            |            |            |
| Oriana Sabatini          |                                  | Cameo                            |                           |            |            |            |
| Lindsey Stirling         | Fan di Mica 635                  | Cameo                            |                           |            |            |            |